# Аврамчук Надія Павлівна
Наді́я Па́влівна Сухомо́зська (до шлюбу Аврамчук; 2 березня 1951, Житомирська область — 26 грудня 2018) — українська педагогиня, дослідниця-енциклопедистка. Лауреатка IX Всеукраїнського рейтингу «Книга року‘2007» . Одна з авторів «Великої української енциклопедії» .
Працювала не лише в Україні, а й в Туркменістані, Узбекистані, на Крайній Півночі та Уралі Росії. З середини 1990-х повернулася на батьківщину і до самої смерті мешкала в Києві.
Друкувалася в газетах «Знамя труда» (Красноводськ, Туркменістан), «Вестник Уренгоя» (Новий Уренгой, РФ), «Вечерняя Макеевка» (Макіївка, Україна), «Интересная газета» (Київ, Україна), журналі «ЄвроАтлантика» (Київ, Україна).

## Освіта
Історичний факультет (кафедра етнографії) Київського державного університету імені Тараса Шевченка (нині Київський національний університет імені Тараса Шевченка) (1969-1974)
Керівник дипломної роботи доктор історичних наук, професор, член-кореспондент Національної академії наук України, заслужений працівник освіти України Всеволод Наулко.

## Трудовий стаж
Була старшою піонервожатою, вихователькою групи подовженого дня, учителькою середньої школи, викладачкою хіміко-технологічного технікуму, головною редакторкою Добровільного товариства книголюбів ТРСР; завідувачкою сектором Державного музею історії ТРСР, старшою інструкторкою Державної інспекції з охорони пам'яток культури і музеїв Міністерства культури ТРСР, помічницею голови Державного комітету з телебачення і радіомовлення ТРСР, завідувачкою відділом щотижневика «Вестник Уренгоя» (РФ), заступницею директора приватної фірми у м. Єкатеринбург (РФ), референткою головного редактора газети «Вечерняя Макеевка», науковою оглядачкою журналу «ЄвроАтлантика». 
Дослідницькою діяльністю впродовж десятків років займалася у тісній співпраці з чоловіком Миколою Сухомозським, котрий присвятив її пам'яті буклет «Мій компас неземний» (2019).

## Творча діяльність
- 2006 — «Энциклопедия сенсационных фактов» / Н. Сухомозский, Н. Аврамчук. — Москва: Geleos, 2006. — 699 с. — ISBN 5-8189-0601-9; 2007. — 699 с. — ISBN 5-8189-0601-9.
- 2006 — «Україна у світі: Енциклопедичний довідник» / Укл. М. М. Сухомозький, Н. П. Аврамчук. — К.: МАУП, 2006. — 872 с.
- 2007 — «Новейший справочник необходимых знаний» / Н. Сухомозский, Н. Аврамчук. — Москва: Geleos, 2007. — 448 с. — ISBN 978-5-8189-0976-9; 2008. — 446 с. — ISBN 978-5-8189-0976-9.
- 2019 — «(Не)відомі українці, які змінили історію: довідник» / Н. Аврамчук, М. Сухомозський; мал. Т. Шварц. — К.: Саміт-книга, 2019. — 208 с. — ISBN 978-966-986-105-4.

## Україна у світі
Осібно у списку творчих здобутків стоїть доробок «Україна у світі» (Київ, Міжрегіональна академія управління персоналом), заслужено визнаний експертною спільнотою кращою книгою у серії довідкових видань «Обрії» IX Всеукраїнського рейтингу «Книга року'2007».
Рецензенти  — кандидат філологічних наук, професор Яременко Василь Васильович та кандидат філологічних наук, доцент Довгич Віталій Андрійович. 
Передмова «Третя хвиля цивілізації і національні культури»: Головатий Микола Федорович, доктор політичних наук, професор.

## Міжнародний проєкт "(не)відомі українці"
На замовлення Міністерства інформаційної політики України для безкоштовного розповсюдження (вручення дипломатам, членам офіційних зарубіжних делегацій з метою популяризації нашої держави у світі) видавництво Саміт-Книга видрукувало перший том белетризованого довідника "(не)відомі українці, які змінили світ" (2019). Минуле України, на жаль, склалося так, що ми впродовж століть не мали ані власної державності, ані автентичного громадянства. Тому більшість талановитих вихідців з дніпровських теренів увійшли в історію під прапорами інших країн. Даний проєкт має нівелювати історичну несправедливість (у планах – не лише чергові томи, а й англомовна версія).
Відбулися презентації (закордонним, як і участі в Міжнародних книжкових виставках, завадив covid19), зокрема, у Верховній Раді України  [Архівовано 24 червня 2021 у Wayback Machine.], Державній науковій архітектурно-будівельній бібліотеці  [Архівовано 14 березня 2020 у Wayback Machine.], Укрінформі  [Архівовано 24 червня 2021 у Wayback Machine.],  [Архівовано 6 листопада 2020 у Wayback Machine.], Photonew.ukrinform , на Українському радіо «Культура» , в газеті «Голос України»  [Архівовано 27 жовтня 2020 у Wayback Machine.], низці обласних центрів.
13 лютого 2020 року президент України в Національній бібліотеці імені В. І. Вернадського зустрівся з молодими ученими, удостоєними премій за досягнення в різних сферах науки й техніки, котрим він вручив і вищезгаданий довідник  [Архівовано 21 квітня 2020 у Wayback Machine.].
Взяла книга участь у Всеукраїнській акції з промоції читання  [Архівовано 29 червня 2021 у Wayback Machine.], [].

## Участь в книжкових виставках
- Державна бібліотека України для юнацтва — «Україна. Євросоюз. Молодь» [Архівовано 29 березня 2017 у Wayback Machine.] (2009)

 [Архівовано 11 травня 2021 у Wayback Machine.] X Всеукраїнська виставка-форум "Українська книга на Одещині"– диплом I ступеня; каталог, стор. 97  (2009)
- Національна бібліотека України ім. В. І. Вернадського — «Україна в нас єдина» [Архівовано 26 серпня 2012 у Wayback Machine.] (2010)
- Чернівецький центр європейської інформації — «Європа, загальне надбання»" [Архівовано 4 березня 2016 у Wayback Machine.] (2011).
- Національна академія сухопутних військ імені гетьмана Петра Сагайдачного — «Подорожуючи Україною» [Архівовано 26 жовтня 2020 у Wayback Machine.] (2016)
- Національна бібліотека ім. Ярослава Мудрого - "До Дня Незалежності України»"  [Архівовано 11 травня 2021 у Wayback Machine.] Стор. 1, позиція 3(2021).

## Нагороди і відзнаки
- Переможниця IX Всеукраїнського рейтингу «Книжка року 2007» в номінації довідкових видань (спільно зі співавтором Миколою Сухомозським).
- Диплом I ступеня на X Всеукраїнській виставці-форумі «Українська книга на Одещині» (2009).